# Кад се угасе светла
Кад се угасе светла (енгл. Lights Out) амерички је натприродни хорор филм из 2016. године, редитеља и сценаристе Дејвида Ф. Сандберга, са Терезом Палмер, Гејбријелом Бејтманом, Билијем Берком и Маријом Бело у главним улогама. Продуцент филма је Џејмс Ван, познат по бројним остварењима у хорор жанру. Радња је базирана на истоименом кратком филму из 2013. године, који је, такође, режирао Дејвид Ф. Сандберг.
Снимање се одвијало од јуна до августа 2015, у Лос Анђелесу. Премијерно је приказан 8. јуна 2016, у дистрибуцији продукцијске куће Ворнер брос. Добио је осредње и претежно позитивне оцене критичара. Остварио је огроман комерцијални успех, зарадивши готово 150 милиона долара, са 30 пута мањим буџетом.
Наставак је тренутно у развоју.

## Радња
Млада девојка по имену Ребека, покушава да помогне свом млађем полубрату Мартину, кога прогони мистериозни демон који се појављује само у мрклом мраку. 

## Улоге
| Глумац               | Улога             |
| -------------------- | ----------------- |
| Тереза Палмер        | Ребека            |
| Гејбријел Бејтман    | Мартин            |
| Александер Диперсија | Питер Грејам      |
| Били Берк            | Пол               |
| Марија Бело          | Софи              |
| Алисија Вела-Бејли   | Дајана            |
| Анди Ошо             | Ема               |
| Роландо Бојс         | Брајан Ендруз     |
| Марија Расел         | полицајац Гомез   |
| Емили Алин Линд      | тинејџерка Софија |
| Лота Лостен          | Естер             |